# わがオリオンズ
『わがオリオンズ（毎日球団の歌）』（わがオリオンズ まいにちきゅうだんのうた）は、かつて日本野球機構（NPB）のパシフィック・リーグに所属していた毎日オリオンズ（1950年 - 1957年、現千葉ロッテマリーンズ）の球団歌。作詞・作曲は堀内敬三。

## 解説
1950年に毎日新聞社を設立母体としてNPBへ新規参入した毎日オリオンズの球団発足を記念して作成され、日本コロムビアが藤山一郎と松田トシの歌唱を吹き込んだSPレコードを製造している。
毎日オリオンズが1958年に大映ユニオンズと合併し、大毎オリオンズ（1958年 - 1963年）となって以降もそのまま引き継がれた。球団名はその後、東京オリオンズ（1964年 - 1968年）を経てロッテオリオンズ（1969年 - 1991年）となるが、本曲は特定の企業名や地名が歌詞に含まれていなかったことから、歌詞にほとんど手を加えること無く引き続き使用され、ロッテオリオンズとなった後に1番の「東天の花」が「ロッテの花」に、2番の「濃紺の文字」が「三つの星」に変更されたのみである。
しかし1978年に郷伍郎作詞・作曲、小六禮次郎編曲の「ビバ! オリオンズ」が新応援歌として発表されて以降は演奏機会が激減。球団自体も1992年に川崎球場から千葉マリンスタジアムへの本拠地移転に伴い球団名をオリオンズからマリーンズへ改称したため、本曲も球団歌としての役割を終えた。